# بيل ليون
بيل ليون (بالإنجليزية: Bill Lyon)‏ هو لاعب كرة قدم أسترالية أسترالي، ولد في 19 يناير 1886 في Apsley, Victoria ‏ في أستراليا، وتوفي في 13 يناير 1962 في ميلدورا في أستراليا.

## وصلات خارجية
- بيل ليون على موقع AustralianFootball.com (الإنجليزية)
- بيل ليون على موقع AFLtables.com (الإنجليزية)